# محوطه تاریخی داش
محوطه تاریخی داش مربوط به دوره سلجوقیان است و در شهرستان صدوق، بخش خضرآباد، ۱۸ کیلومتری شمال شهر ندوشن واقع شده و این اثر در تاریخ ۲۷ بهمن ۱۳۸۷ با شمارهٔ ثبت ۲۴۷۴۸ به‌عنوان یکی از آثار ملی ایران به ثبت رسیده است.